# Laura Weissmahr
María Laura Weissmahr (Tarifa, província de Cadis, 1992), professionalment com Laura Weissmahr, és una actriu espanyola.

## Trajectòria
Amb ascendència suïssa i italiana, domina el català, el castellà, l'alemany, l'anglès, l'italià i el francès.
Va estudiar interpretació en Escola d’Art Dramàtic Eòlia de Barcelona, i es va graduar en Producció de cinema i televisió (Film and Television Production) a la Universitat de Westminster, Regne Unit.
Va treballar en diversos projectes de documental fins que va debutar com a actriu en la pel·lícula  Júlia Ist (2017) d'Elena Martín Gimeno. Va rodar diversos curtmetratges i en 2020 va estrenar el llargmetratge L'ofrena' amb Àlex Brendemühl i Verónica Echegui, i No mataràs de David Victori, amb Mario Casas.
En teatre, amb el Colectivo VVAA al qual pertany, va representar les obres Like si lloras (2017), Wohnwagen (2018), i Baby no more (2014, Teatre Nacional de Catalunya). A més, va formar part de l'elenc com a actriu, cantant i creadora en la performance Pussy Pícnic ( 2019) i va coescriure i codirigir Arcas 2020 (2021-22). També va estrenar Falseftuff. La muerte de las musas al Centro Dramático Nacional (2023). Va fer diverses performances amb Jordi Colomer, com ¡Únete! Join Us! (2017) pel Pavelló d'Espanya a la Biennal de Venècia i The Spanish Coast, a ARCO Madrid 2018. i al Macba el 2024.
El 2021 va protagonitzar el videoclip Perra de Rigoberta Bandini.
El 2024, va rodar Los aitas, película de Borja Cobeaga, i es va estrenar com a protagonista a Salve Maria, pel·lícula dirigida per Mar Coll, i per la qual va guanyar diversos premis, entre ells, el Premi Gaudí intèrpret revelació 2025.

## Cinema
- Júlia ist (2017)
- Ama (2019) Curtmetratge
- Gang (2020) Curtmetratge
- Lucky Strike (2020) Curtmetratge
- L'ofrena (2020)
- No mataràs (2020)
- Alopècia androgènica (2021) Curtmetratge
- Salve Maria (2024)[11]
- Los aitas (2025)

## Televisió
- Vida perfecta (2019, Movistar+) Sèrie. 2 episodis
- Drama (2020, RTVE Playz) Sèrie. 2 episodis
- Fanático (2022, Netflix)  Sèrie. 4 episodis
- La ruta (2022, Atresplayer) Sèrie. 2 episodis
- Cardo (2021, Atresplayer) Sèrie de TV1 episodi

## Premis
- Premi Seminci millor actriu 2024, per Salve Maria.[13]
- Gaudí a la millor interpretació revelació 2025, per Salve Maria.[12]
- Premi Sant Jordi Millor actriu espanyola 2025, per Salve Maria.[14]